# روبرتو بلانكو (ممثل)
روبرتو بلانكو (بالإسبانية: Roberto Blanco)‏ هو ممثل أرجنتيني، ولد في 1903 في الأرجنتين، وتوفي في 1965.

## وصلات خارجية
- روبرتو بلانكو على موقع IMDb (الإنجليزية)
- روبرتو بلانكو على موقع قاعدة بيانات الفيلم (الإنجليزية)